# Pingliang
Pingliang (egyszerűsített kínai írással: 平凉市, pinjin: Píngliàng) prefektúra szintű város Kínában, Kanszu tartományban. Lakosainak száma 1 848 607 fő (2020).

## Népesség
| 2010 | 2 068 033 |
| 2020 | 1 848 607 |